# Madame de Thèbes
Madame de Thèbes, de son vrai nom Anne Victorine Savigny, née en 1845 et morte en décembre 1916, est une voyante et chiromancienne française.

## Biographie
Alexandre Dumas fils suggère à Anne Savigny de prendre le pseudonyme de Madame de Thèbes en référence à la pièce de théâtre La Route de Thèbes évoquant la vie d'une femme mystérieuse et sur laquelle il travaille. L’écrivain est en partie responsable de sa célébrité puisqu'il organise une séance de lecture des lignes de la main en aveugle des membres de l'Académie française. Son évaluation relativement précise lui vaut une reconnaissance en France et en Europe. Elle conseille une reine et l'élite de la vie parisienne, tel que Marcel Proust.
Madame de Thèbes exerce son métier dans son salon au no 29 avenue de Wagram à Paris,. Chaque année à Noël, elle publiait ses prophéties dans un Almanach qui jouissait d'une large diffusion. Elle aurait prédit :
- la guerre des Boers ;
- la guerre russo-japonaise ;
- le déclenchement de la Première Guerre mondiale ;
- la mort violente du général Boulanger ;
- la mort tragique de Catulle Mendès ;
- la mort de William Thomas Stead ;
- l'affaire Caillaux[3].

Elle est membre de la société savante Les Amis de l’Éléphant.

## Publication
- L'Enigme de la main, Paris, Librairie Félix Juven, 1901[7]
- L’Énigme du rêve : explication des songes, Paris, Librairie Félix Juven, 1908 (lire en ligne).

## Hommage
Sorti en 1915, le film muet suédois de Mauritz Stiller Madame de Thèbes s'inspire en partie de sa vie.